# Aleucanitis caucasica
Aleucanitis caucasica är en fjärilsart som beskrevs av Vincenz Kollar 1846. Aleucanitis caucasica ingår i släktet Aleucanitis och familjen nattflyn. Inga underarter finns listade i Catalogue of Life.